# Avilés
Avilés város Spanyolországban. Asztúria autonóm közösség 3. legnagyobb városa, 2014-ben 81 ezer lakossal. Iparváros és jelentős tengeri kikötő.

## Fekvése
Asztúriában, az Avilés folyó partján fekszik.

## Kultúra
2011-ben nyitották meg a városban az Oscar Niemeyer Nemzetközi Kulturális Központot.

## Nevezetes szülöttei
- Pedro Menéndez de Avilés (1519–1574) hódító és Florida első kormányzója a 16. században
- Julián Orbón (1925–1991), kubai zenész
- Rubén Garabaya (* 1978) kézilabdázó
- Yago Lamela (* 1977), sportoló
- Sergio Fernández González (* 1977), labdarúgó
- Esteban Suárez (* 1975), labdarúgó
- Ramón Julián Puigblanque (* 1981)

## Népesség
A település lakosságának változását az alábbi diagram mutatja:
| Lakosok száma | 83 553 | 83 899 | 83 320 | 84 242 | 83 107 | 81 659 | 79 514 | 78 182 | 75 877 | 75 351 |
|               | 2001   | 2004   | 2007   | 2009   | 2012   | 2014   | 2017   | 2019   | 2022   | 2024   |

## Fordítás
- Ez a szócikk részben vagy egészben  az   Avilés című angol Wikipédia-szócikk fordításán alapul.  Az eredeti cikk szerkesztőit annak laptörténete sorolja fel. Ez a jelzés csupán a megfogalmazás eredetét és a szerzői jogokat jelzi, nem szolgál a cikkben szereplő információk forrásmegjelöléseként.